# HMS Orwell (G98)
HMS Orwell (G98) là một tàu khu trục lớp O được Hải quân Hoàng gia Anh Quốc chế tạo vào năm 1939 do Chiến tranh Thế giới thứ hai bùng nổ. Sống sót qua cuộc chiến tranh, nó tiếp tục phục vụ trước khi được cải biến thành một tàu frigate Kiểu 16 năm 1952, và cuối cùng bị tháo dỡ vào năm 1965.

## Thiết kế và chế tạo
Orwell được đặt hàng trong Chương trình Khẩn cấp Chiến tranh cho hãng John I. Thornycroft & Company tại Southampton vào ngày 3 tháng 9 năm 1939. Con tàu được đặt lườn vào ngày 20 tháng 5 năm 1940 và hạ thủy vào ngày 2 tháng 4 năm 1942. Nó được nhập biên chế cùng Hải quân Anh vào ngày 17 tháng 10 năm 1942.

## Lịch sử hoạt động
Orwell đã tham gia hoạt động trong Trận chiến biển Barents, cũng như đã nằm trong thành phần hộ tống vận tải trong Trận chiến mũi North.
Vào năm 1952, Orwell được cải biến thành một tàu frigate Kiểu 16. Đến năm 1953, nó tham gia cuộc Duyệt binh Hạm đội chào mừng lễ Đăng quang của Nữ hoàng Elizabeth II. Từ năm 1953 đến năm 1958, nó là soái hạm lực lượng khu trục tại Plymouth.
Orwell bị tháo dỡ vào tháng 6 năm 1965.